# Fred Freiberger
Fred Freiberger (19 febbraio 1915 – 2 marzo 2003) è stato uno sceneggiatore e produttore televisivo statunitense, la cui carriera ha attraversato quattro decenni.

## Biografia
In qualità di sceneggiatore ha lavorato in film come Il risveglio del dinosauro (1953). 
Freiberger è conosciuto per il suo lavoro come produttore della terza e ultima stagione della serie di fantascienza Star Trek, tra il 1968 e il 1969, e della seconda stagione di Spazio 1999 (Space: 1999, 1976-1977).
I suoi crediti come sceneggiatore includono 13 film realizzati tra il 1946 e il 1958. È apparso come se stesso nel breve documentario Funny Old Guys, che andò in onda come parte della serie della HBO Still Kicking, Still Laughing nel 2003, pochi mesi dopo la sua morte, avvenuta nel mese di marzo.

## Filmografia parziale

### Sceneggiatore cinema
- Il prigioniero della miniera (Garden of Evil), regia di Henry Hathaway (1954)
- Il pirata nero (The Black Pirates), regia di Allen H. Miner (1954)

### Sceneggiatore televisione
- Men of Annapolis - serie TV, 2 episodi (1957)

### Produttore
- Star Trek - serie TV, st. 3 (1968-1969)
- Spazio 1999 (Space: 1999) - serie TV, st. 2 (1976-1977)